# 로우 해머
로우 해머(row hammer 또는 rowhammer)는 메모리 셀이 전하를 누출하여 메모리 셀 간에 전기적으로 상호 작용하여 메모리의 내용을 변경할 수 있는 DRAM(동적 램)의 의도하지 않고 바람직하지 않은 부작용을 이용하는 컴퓨터 보안 공격이다. 이러한 DRAM 메모리 셀 간의 분리 우회는 최신 DRAM의 높은 셀 밀도로 인해 발생하며 동일한 메모리 로우를 여러 번 빠르게 활성화하는 특별히 제작된 메모리 액세스 패턴에 의해 촉발될 수 있다.
로우 해머 효과는 일부 권한 상승 컴퓨터 보안 악용에 사용되었으며 이론적으로 네트워크 기반 공격도 가능하다.
일부 프로세서 및 DRAM 메모리 모듈 유형에 필요한 지원을 포함하여 로우 해머 효과 발생을 방지하기 위한 다양한 하드웨어 기반 기술이 존재한다.

## 같이 보기
- 메모리 컨트롤러